# المجلس البابوي للحوار بين الأديان
المجلس البابوي للحوار بين الأديان، (بالإنجليزية: Pontifical Council for Interreligious Dialogue)‏، هو جزء من الرومانية الكورية، أنشأه البابا بولس السادس في 19 مايو 1964 باسم "الأمانة العامة لغير المسيحيين"، وأعاد تسميته البابا يوحنا بولس الثاني في 28 يونيو 1988.
على الرغم من مسمى المجلس (PCID)، إلا أنه لا يتحمل مسؤولية العلاقات مع الديانات المسيحية الأخرى، والتي تقع على عاتق المجلس البابوي لتعزيز الوحدة المسيحية، الذي يشرف أيضًا على لجنة العلاقات الدينية مع اليهود.
أما رئيس المجلس فهو ميغيل أيوسو منذ 25 مايو 2019.

## مهامه
يعرف المجلس البابوي للحوار بين الأديان (PCID)، بأنه المكتب المركزي للكنيسة الكاثوليكية لتعزيز الحوار بين الأديان، وفقا لتوصيات المجمع الفاتيكاني الثاني، ولا سيما إعلان Nostra aetate، وهو (إعلان حول علاقة الكنيسة بالديانات غير المسيحية)، كما أن للمجلس مسؤوليات أخرى:
1. تعزيز التفاهم، والاحترام، والتعاون المتبادل بين الكاثوليك، وأتباع التقاليد الدينية الأخرى.
2. تشجيع دراسة الأديان.
3. تعزيز تكوين الأشخاص المتفانين في الحوار.

في حين أن المجلس مسؤول عن تعزيز الحوار بين الأديان، إلا أنه لا يغطي العلاقات المسيحية اليهودية. فهذه مسؤولية اللجنة البابوية للكرسي الرسولي للعلاقات الدينية مع اليهود المنفصلة تمامًا، والتي تقدم تقاريرها إلى المجلس البابوي لتعزيز الوحدة المسيحية، ويرأسه الرئيس الكاردينال في ذلك المجلس البابوي، كورت كوش.

## الهيئة التنفيذية
تتألف الهيئة التنفيذية للمجلس البابوي للحوار بين الأديان، من الرئيس، والسكرتير، ووكيل الوزارة، ورئيس مكتب الإسلام، والموظفين لأفريقيا وآسيا، وموظف للحركات الدينية الجديدة، بالإضافة إلى الموظفين الإداريين، وموظفي الدعم.

### الرؤساء
- الكاردينال باولو ماريلا (1964-1973).
- الكاردينال سيرجيو بيجينيولي (1973-1980)
- رئيس الأساقفة جان جادوت (1980-1984)
- الكاردينال فرانسيس أرينزي (1984-2002)
- الكاردينال مايكل لويس فيتزجيرالد (2002-2006)
- الكاردينال بول بوبارد (2006-2007)
- الكاردينال جان لوي توران (2007-2018)
- الكاردينال مايكل أيوسو غيكسوت (2019 – الآن)